# SIEL-Territoire d'énergie Loire
 (janvier 2023).
L'article doit être relu — et modifié si nécessaire — par des contributeurs indépendants pour apporter un regard critique aux contributions effectuées en violation des conditions d'utilisation de Wikipédia, tant sur la forme (notamment concernant le style encyclopédique, la proportionnalité) que sur le fond (la neutralité de point de vue, la qualité et l'indépendance des sources).
Le SIEL-Territoire d'énergie Loire (SIEL-TE42) est une structure intercommunale qui regroupe notamment les communes, les intercommunalités et le Conseil départemental de la Loire en matière de distribution publique de l’électricité et du gaz, d'économies d'énergie et d'énergies renouvelables, ainsi que d'infrastructures de télécommunications et d'éclairage public.
Le SIEL-Territoire d'énergie Loire est membre de la Fédération nationale des collectivités concédantes et régies (FNCCR).
Par leur adhésion au SIEL-Territoire d'énergie Loire, les collectivités lui transfèrent obligatoirement certaines de leurs compétences comme la gestion des réseaux publics d’électricité (323 communes) et de gaz (88 communes desservies en gaz naturel hors Saint-Étienne Métropole).

## Historique
Cette section ne s'appuie pas, ou pas assez, sur des sources secondaires ou tertiaires indépendantes du sujet. Le texte peut contenir des analyses inexactes ou inédites de sources primaires.
Pour l'améliorer, ajoutez-en, ou placez des modèles {{Source secondaire souhaitée}} ou {{Source secondaire nécessaire}} sur les passages mal sourcés. (janvier 2023)
L'organisation du service public de distribution d'électricité est placée sous la responsabilité des communes depuis les lois du 5 avril 1884 relative à l'organisation municipale, 22 mars 1890 relative aux syndicats de communes et 15 juin 1906 relative aux distributions d'énergie. Pour y faire face, celles-ci se sont généralement regroupées dès cette époque en syndicats de communes, de manière à pouvoir négocier des contrats de concession avec les diverses entreprise de production et de distribution d'électricité et du gaz qui existaient avant la nationalisation de 1946 et la création d'Électricité de France et de Gaz de France[source insuffisante]. Dans la Loire sont créés en 1923 les premiers syndicats intercommunaux d’électricité « primaire » sont créés par les communes : Haut-Forez, région ouest de Montbrison et côte roannaise. Plus tard apparaissent les syndicats primaires de la plaine du Forez, de la vallée du Lignon, de l’est de Feurs, de la région est de Roanne et de la région de Saint-Just-la-Pendue.
Le SIEL-Territoire d'énergie Loire, alors dénommé Syndicat Intercommunal d’électricité, a été créé par arrêté préfectoral du 13 juin 1950 à l'initiative d’Antoine Pinay, et était alors chargé de l'organisation de la distribution d'électricité[source insuffisante], et le syndicat s'est essentiellement consacré jusqu'en 1967 à l'extension des réseaux, financé à 85 % par le syndicat et le solde par les communes concernées. À partir de cette date, l’électrification du département s'achève, et le syndicat prend totalement en charge les travaux nécessaires. De 1967 à 1973, le syndicat assure l'unification des tarifs de l'électricité sur l'ensemble du département. De 1987 à 1989, les compétences du syndicat s'étendent à l'éclairage public, à l'enfouissement des câbles électriques et à l'éclairage des terrains de sport et la mise en lumière des monuments du patrimoine. Dans les années 1990, le syndicat met en place des diagnostics énergétiques des bâtiments publics afin de favoriser les économies d'énergie et un entretien préventif de l'éclairage public afin de limiter les risques de panne. En 1995, le syndicat devient l'autorité concédante de la distribution du gaz, et le syndicat prend en 1997 la dénomination de Syndicat intercommunal des énergies de la Loire. À cette époque, ses membres lui transfèrent la compétence relative aux réseaux de télécommunication, avec l'enfouissement des réseaux, et s'engage sur le suivi du cadastre informatisé dans la Loire.
En 1999 est dissout le dernier syndicat primaire d'électricité du département, et le syndicat accepte l'adhésion des premiers groupements intercommunaux. La loi du 10 février 2000 relative à la modernisation et au développement du service public de l'électricité renforce le rôle du SIEL-Territoire d'énergie Loire dans sa mission d'autorité concédante. Le SIEL-Territoire d'énergie Loire et le Conseil départemental de la Loire créent, en 2005, une agence locale de l’énergie (ALEC42)[source secondaire souhaitée]. Il développe ses interventions en matière d'innovation, en matière d'énergies renouvelables et de création de réseaux de chaleur.

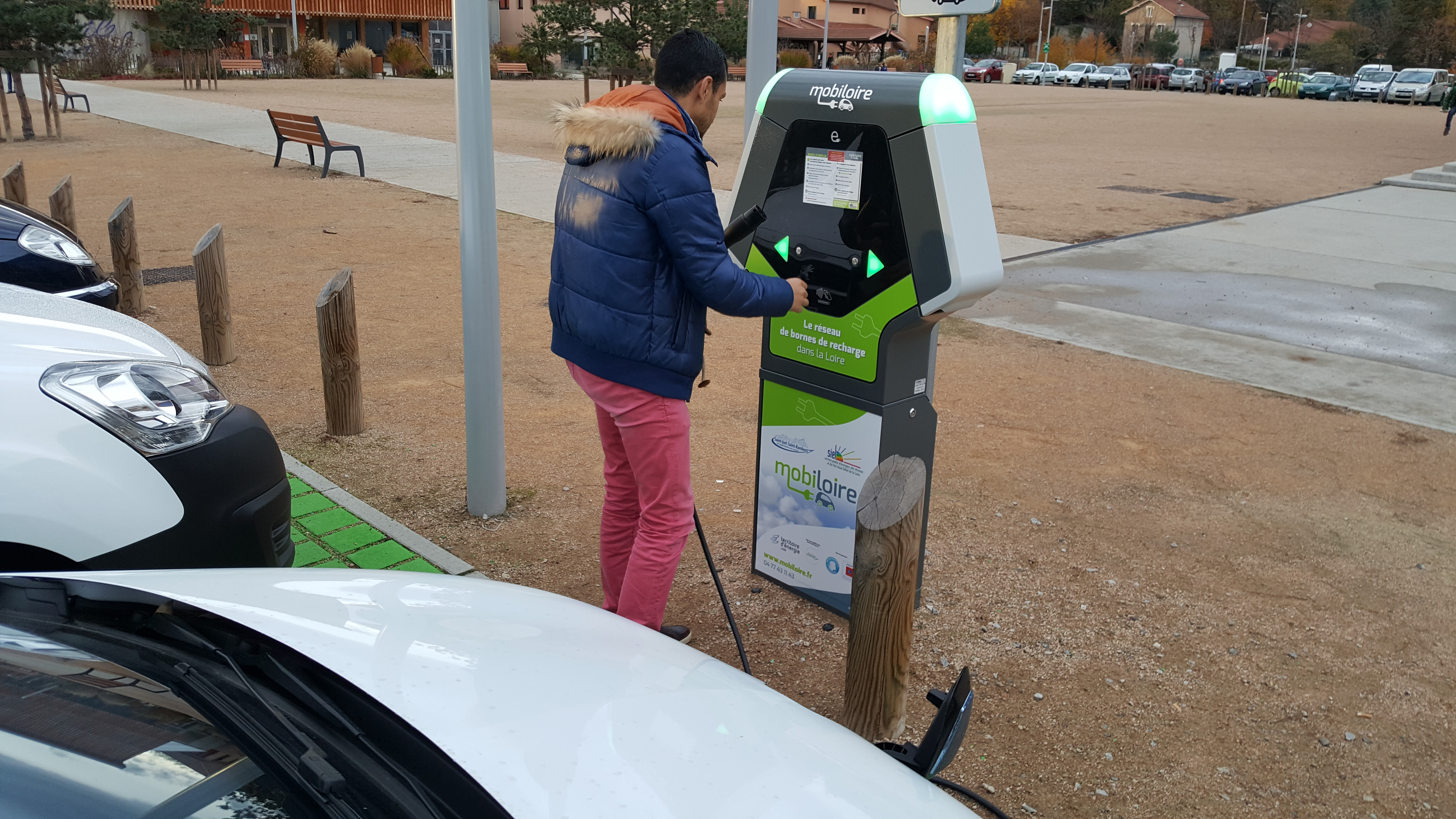
Borne du réseau Mobiloire.

En 2009, avec l'adhésion de Saint-Étienne, le SIEL-Territoire d'énergie Loire regroupe la totalité des communes du département[source insuffisante].
L'accès au numérique constituant un enjeu de l'aménagement du territoire, l'État lance en 2009 un Appel à Manifestation d’Intérêt d’Investissement auprès des opérateurs privés d’infrastructures. Orange, se positionne dans la Loire sur les agglomérations de Saint-Étienne et de Roanne, soit 49 communes sur les 323 que compte le département. Le SIEL-Territoire d’énergie Loire, expérimenté dans le déploiement et la gestion des réseaux d’énergie se positionne alors pour la création d’un réseau d’initiative publique sur le reste du territoire[source secondaire souhaitée]. Le projet du SIEL-Territoire d’énergie Loire est retenu par l’État dans le cadre du Plan France Très Haut Débit. Le SIEL-Territoire d'énergie Loire lance alors le programme THD42 visant à créer un réseau de fibre optique d'initiative publique desservant les habitants de 274 communes de la Loire. SIEL-Territoire d'énergie Loire mobilise alors ses partenaires[source secondaire souhaitée] : l'Union Européenne avec le Fonds Européen de Développement Régional (FEDER), l'État, la Région Auvergne-Rhône-Alpes, le Département de la Loire, Charlieu Belmont Communauté, la Communauté de communes de Forez-Est, la Communauté de communes des Monts du Lyonnais, la Communauté de communes des Monts du Pilat, la Communauté de communes des Vals d'Aix et Isable, la Communauté de communes du Pays d'Urfé, la Communauté de communes du Pays entre Loire et Rhône, la Communauté de communes du Pilat Rhodanien, Loire Forez agglomération, Roannais Agglomération, Saint-Étienne Métropole. Plusieurs millions d'euros sont ainsi consacrés à la transition numérique et la mécanique de péréquation s'affirme alors pour le dispositif, évitant tout risque de fracture numérique entre les zones urbanisées et les zones rurales.
En 2016, le SIEL-Territoire d'énergie Loire entreprend la construction du réseau Mobiloire[source secondaire souhaitée] : des bornes de recharge pour véhicules électriques sont déployées sur l'ensemble du territoire départemental.
En 2020, 13 000 km de fibre sont déployées et plus de 170 000 foyers et entreprises sont éligibles à la fibre[source secondaire souhaitée]. Le réseau est accessible à tous les fournisseurs d’accès internet et est exploité et commercialisé par THD42 Exploitation dans le cadre d’une délégation de service public. 
De plus, le SIEL-Territoire d’énergie Loire intègre le réseau Eborn[source secondaire souhaitée], un réseau inter-départemental de bornes de recharges pour véhicules électriques et hybriques rechargeables qui regroupe 11 syndicats d’énergies du sud-est de la France. 
En 2021, le SIEL-Territoire d'énergie Loire, Autorité Organisatrice de Distribution d'Énergie de la Loire, Enedis, gestionnaire du réseau électrique et EDF, fournisseur d'électricité, signent un nouveau contrat de concession pour les 30 ans à venir.

## Collectivités territoriales et EPCI membres
Le SIEL-Territoire d'énergie Loire est un syndicat mixte ouvert qui regroupe en 2023 :
- le Conseil départemental de la Loire ;
- les 323 communes de la Loire ;
- et 23 structures intercommunales du département.

## Organisation

### Siège
Le siège du SIEL-Territoire d'énergie Loire est situé au 4 avenue Albert Raimond à Saint-Priest-en-Jarez.

### Liste des présidents
| Période | Période  | Identité                | Étiquette     | Qualité |
| ------- | -------- | ----------------------- | ------------- | --- |
| 1950    | 1959     | Antoine Pinay           | CNIP          | Industriel Ministre Maire de Saint-Chamond (1929 → 1944 et 1947 → 1977) Conseiller général de Saint-Chamond (1934 → 1940 et 1945 → 1979) Président du Conseil général de la Loire (1949 → 1979) Député de la Loire (1936 → 1938 et 1946 → 1959)                                             |
| 1959    | 1968     | Max Fléchet             | URD puis CNI  | Industriel Secrétaire d'État Maire de Chazelles-sur-Lyon (1941 → 1944 et 1947 → 1959) Conseiller général de Chazelles-sur-Lyon (1932 → 1940 et 1945 → 1967) Sénateur de la Loire (1948 → 1959 et 1963 → 1965)                                                                               |
| 1968    | 1978     | Paul Pillet             | UDR           | Administrateur de sociétés Maire de Roanne (1959 → 1977) Conseiller général de Roanne (1951 → 1970) Conseiller général de Roanne-Nord (1973 → 1979) Député de la Loire (1959 → 1967) |
| 1978    | 1989     | Armand Bazin            | Rad. puis DVG | Maire de Chazelles-sur-Lyon (1959 → 1983) Conseiller général de Chazelles-sur-Lyon (1967 → 1985) |
| 1989    | 2000     | Louis Mercier           | UDF           | Agriculteur Maire de Coutouvre (1961 → 1995) Conseiller régional (1982 → 1986) Sénateur de la Loire (1983 → 2001) |
| 2000    | 2017     | Bernard Fournier        | UMP puis LR   | Conseil en entreprise Maire de Saint-Nizier-de-Fornas (1989 → 2001) Adjoint au maire de Saint-Nizier-de-Fornas (2001 → 2020) Président de la CC du Pays de Saint-Bonnet-le-Château (1996 → 2014) Conseiller général de Saint-Bonnet-le-Château (1985 → 2011) Sénateur de la Loire (1997 → ) |
| 2017    | 2020     | Bernard Laget           | DVD           | Professeur Maire de Châteauneuf (2001 →) Vice-président de Saint-Étienne Métropole (2018 → 2020) Conseiller métropolitain de Saint-Étienne Métropole (2020 → ) |
| 2020    | En cours | Marie-Christine Thivant | PS            | Ingénieure en informatique Maire de Sorbiers (2018 → ) Conseillère métropolitaine de Saint-Étienne Métropole (2018 → ) |

### Compétences
Le SIEL-Territoire d'énergie Loire exerce les compétences qui lui ont été transférées par les communes membres, dans les conditions définies par le Code général des collectivités territoriales.

### Régime fiscal et budget
Le SIEL-Territoire d'énergie Loire est un établissement public de coopération intercommunale sans fiscalité propre, et un syndicat mixte ouvert.
Il est financé par les produits des concessions de distribution d'énergie, ainsi que par la valorisation des services rendus à ses membres. Le cas échéant, il est également financé par des contributions budgétaires de ses membres.
Le SIEL-Territoire d'énergie Loire dispose d'un budget de plus de 100 millions d'euros chaque année dont plus de 60 millions d'euros en investissement[réf. souhaitée].